# Podravska magistrala
Podravska magistrala je magistralni cestovni pravac, kojim se kroz Podravinu povezuje Slavonija sa zapadnijim dijelovima Hrvatske na današnjoj traci. Formirana je nakon istjerivanja turskih vojski iz Slavonije 1684. godine na dalje.
Formiranje današnje trase povezano je s formiranjem novih, poslijeturskih naselja i obnavljanjem prije turskih naselja na relaciji od Osijeka do Koprivnice, Ludbrega i dalje prema zapadu. Konture današnje Podravske magistrale u potpunosti su vidljive već prvih desetljeća 18. stoljeća.
Trasa Podravske magistrale uglavnom prati tok rijeke Drave, a na nekim dijelovima i trasu nekadašnje rimske ceste zvane "Via magna" (ili "velika cesta") koja je povezivala u vrijeme Rimskog Carstva Ptuj (Poetovia) s Osijekom (Mursa).